# 西鄉大道
寶安大道为中国广东深圳市的一条主要道路。
由深圳大铲湾码头起，与广深沿江高速、宝安大道、107國道等交汇，最后连接广深高速公路。全线位于深圳宝安西乡。